# Kathedraal van de Ontslapenis van de Moeder Gods (Vladimir)
De Kathedraal van de Ontslapenis van de Moeder Gods (Russisch: Успенский собор Uspenskij sobor) is een Russisch-orthodoxe kathedraal in de historische stad Vladimir in Rusland. Als een van de witte monumenten van Vladimir en Soezdal maakt de kathedraal deel uit van het werelderfgoed.

## Bouw
De kathedraal werd gebouwd in opdracht van prins Andrei I in zijn hoofdstad Vladimir en droeg de kerk op aan Hemelvaart van de Moeder Gods. De kerk werd gebouwd in de jaren 1158-1160. De toegenomen invloed van de stad Vladimir vereiste echter een vergroting van de kerk in de jaren 1185-1189. Voor de volgende 300-400 jaar zou de kerk de grootste kerk van Rusland blijven. Prins Andrei I werd net als andere heersers van Vladimir-Soezdal bijgezet in de crypte van de kerk. In tegenstelling tot veel andere kerken weerstond de kathedraal de grote stadsbrand van Vladimir in 1239 die was veroorzaakt door de allesverwoestende Mongoolse horde van Batu Khan.
De buitenmuren van de kerk zijn gedecoreerd met fraai snijwerk. Van de eerste fresco's van de kathedraal zijn slechts enkele delen bewaard gebleven. In 1408 werd de kathedraal van nieuwe wandbeschildering voorzien door de grote Russische meesters Andrej Roebljov en Daniël Tsjorni. Ook hiervan zijn slechts enkele delen bewaard gebleven, zoals de voorstelling van het Jongste Gericht. De Ontslapeniskathedraal van de Moeder Gods stond model voor het ontwerp van Aristotele Fioravanti toen hij de gelijknamige kathedraal in het Kremlin van Moskou ontwierp. De kerk heeft tegenwoordig zowel een museale als een kerkelijke functie.

## Sovjet-periode
De kerk werd in 1927 door de bolsjewieken gesloten voor erediensten. In een poging van Jozef Stalin om de kerk te paaien bij de strijd tegen de Duitsers werden de vieringen in 1944 weer toegestaan.